# ぶんぐりころころ
『ぶんぐりころころ』は、安藤正基による日本の漫画。ウェブ漫画媒体『マンガボックス』にて、2016年10月10日から2018年3月12日まで連載された。

## 概要
街の文具店を切り盛りする女子高生店主が、テーマパーク建設のため立ち退きを迫る大企業の御曹司を、機能的な文房具を紹介しつつ撃退するコメディ漫画。実在の製品を登場させるにあたりメーカーから許可を得ており、各話のラストに製品紹介と広報担当者からの一言コメントが添えられ、単行本の巻末にも製品名と企業名が記載されている。
コクヨ公式サイトおよび公式Twitter「コクヨのぶんぐ」にて、2017年3月から2018年3月まで番外編4コマ漫画『コクヨのぶんぐりころころ』が毎月連載され、単行本2巻に収録された。

## 登場人物
柿心地さらら（かきごこち さらら）
本作の主人公。不在の両親に代わり文具店を切り盛りする16歳の女子高生。文房具をこよなく愛し、卒業後は文具店を継ぐことを希望している。小学生の頃は両親からのおみやげが文房具ばかりなことを嫌っていたが、落ち込んでいる時に出会った少年に香り付き消しゴムを称賛されたのをきっかけに文房具が好きになった。
先端テクノ（さきばし テクノ）
本作の主人公の一人。先端カンパニーの御曹司。20代。テーマパーク「先端ランド」建設のために文具店に立ち退きを迫るが毎回失敗し、最高責任者である祖父から咎められている。幼い頃に触れたとある文具を「遊園地のようだ」と感じ、テーマパーク開発が目標となる。
柿心地りりか（かきごこち りりか）
さららの3歳上の姉。常に〆切に追われる漫画家。アナログでの執筆を信条としている。
跡形消（あとかた しょう）
さららのクラスメイトの男子。家計を任され妹や弟たちを世話している。さららに好意を寄せ、頻繁に文具店に通っては勧められた文具を断れず散財する。さららとの距離感が近いテクノを敵視している。
火水子（ひみこ）
消の妹。引っ込み思案な小学生。先端ランド建設中のアクシデントに見舞われるが、救出され、テクノに惚れる。
霧（きり）
火水子のクラスメイトの女子。火水子の恋を応援するが、惚れている相手を知らずテクノを目の敵にしている。

## 書誌情報
- 安藤正基『ぶんぐりころころ』講談社〈KCデラックス〉全2巻
  1. 2017年6月9日発売[2]、ISBN 978-4-06-393212-6
  2. 2018年5月9日発売[3]、ISBN 978-4-06-511057-7